# مرحبا للقوارب!
مرحبًا للقوارب! هي رواية تاريخية للأطفال بقلم فيليس كروفورد. تقع أحداثها في عام 1817، وهي عن رحلة قارب متجر في أسفل نهر أوهايو من بيتسبرغ إلى سنسناتي. تم نشر الرواية، التي رسمها إدوارد لاننغ، لأول مرة في عام 1938، وحصلَت على لقب جائزة نيوبري في عام 1939.